# Чучман Ігор Романович
Ігор Романович Чучман (нар. 15 лютого 1985, Львів, УРСР) — український футболіст, захисник.

## Клубна кар'єра
Вихованець львівських «Карпат». У ДЮФЛУ виступав за львівські «Карпати» і ФК «Обухів». Професіональну кар'єру розпочав у клубі «Борисфен-2». Потім грав за київські «Динамо-3» і «Динамо-2». У зимове міжсезоння сезону 2004/05 перейшов до ужгородського «Закарпаття». У команді дебютував 24 квітня 2005 року в матчі проти запорізького «Металурга». Початок сезону 2006/07 провів у львівських «Карпатах», після чого повернувся в «Закарпаття». Взимку 2008 року перейшов у маріупольський «Іллічівець», в якому виступав до кінця 2010 року. На початку 2011 року повернувся до «Закарпаття», в якому виступав до літа 2011 року. З 2012 по 2014 рік виступав у казахських клубах «Окжетпес» та «Іртиш» (Павлодар), отримав казахстанське громадянство. У сезоні 2016/17 років перебував на контракті в друголіговому «Руху» (Винники), проте в офіційних матчах за команду зі Львівщини не грав.

## Кар'єра в збірній
Провів 10 матчів за юнацьку збірну України U-17.

## Досягнення
- Перша ліга чемпіонату України
  -  Чемпіон (1): 2007/08
  -  Срібний призер (1): 2006/07